# يوهان لودويغ فابر
يوهان لودويغ فابر (بالألمانية: Johann Ludwig Faber)‏ (و. 1635 – 1678 م) هو فقيه لغوي، وشاعر، وكاتب ترانيم ألماني، ولد في نورنبرغ، توفي في نورنبرغ، عن عمر يناهز 43 عاماً.